# Toussus-le-Noble
Toussus-le-Noble is een gemeente in het Franse departement Yvelines (regio Île-de-France) en telt 823 inwoners (2005). De plaats maakt deel uit van het arrondissement Versailles.

## Geografie
De oppervlakte van Toussus-le-Noble bedraagt 4,0 km², de bevolkingsdichtheid is 205,8 inwoners per km².
De onderstaande kaart toont de ligging van Toussus-le-Noble met de belangrijkste infrastructuur en aangrenzende gemeenten.

## Demografie
Onderstaande figuur toont het verloop van het inwonertal (bron: INSEE-tellingen).